# 카브랄레스

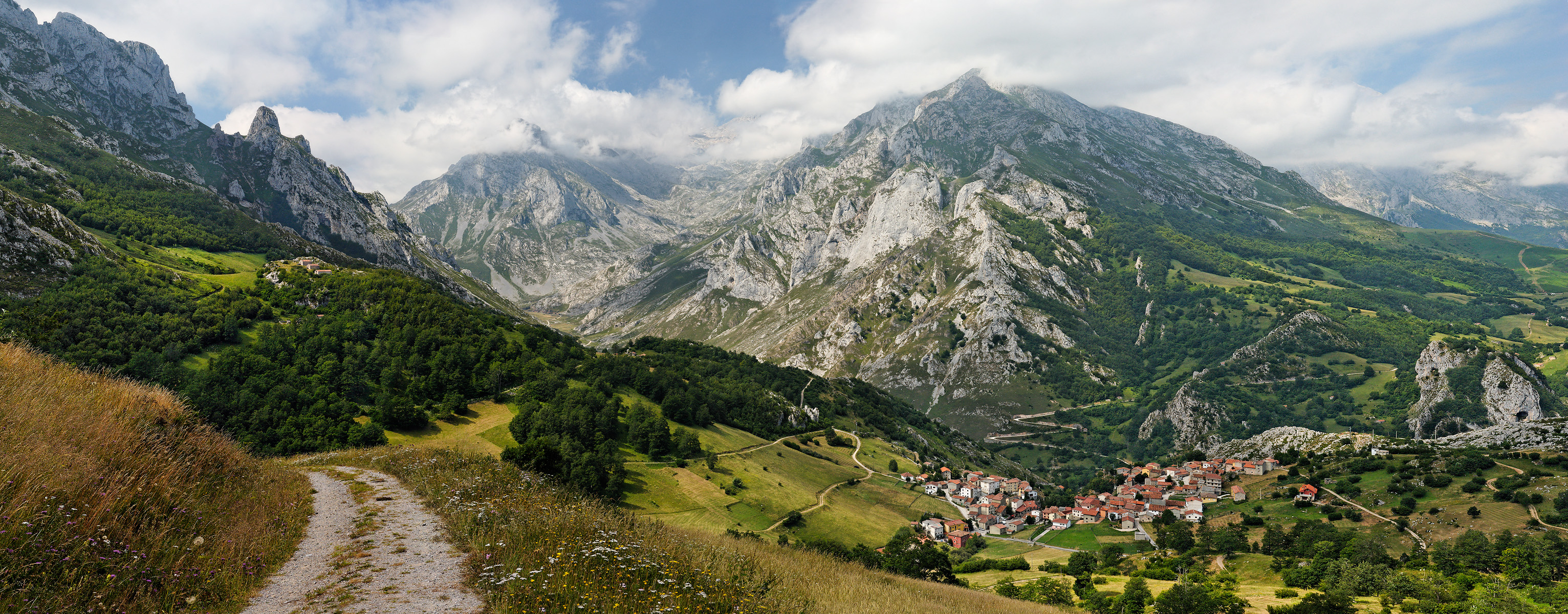
소트레스(Sotres) 교구에서 본 카브랄레스의 모습

카브랄레스(스페인어: Cabrales)는 스페인 아스투리아스 지방에 위치한 도시로 면적은 238.29km2, 높이는 2,648m, 인구는 2,233명(2017년 기준), 인구 밀도는 9.4명/km2이다.
피코스데에우로파(Picos de Europa)와 시에라데쿠에라(Sierra de Cuera, 칸타브리아산맥의 지류) 사이에 위치하며 9개 교구(베로디아(Berodia), 불네스(Bulnes), 카레냐(Carreña), 라스아레나스(Las Arenas), 포(Poo), 프라도(Prado), 푸에르타스(Puertas), 소트레스(Sotres), 티엘베(Tielve))로 구성되어 있다. 카브랄레스 치즈의 원산지이기도 하다.

시기
시 문장